# Tierra de Peñaranda
La Tierra de Peñaranda, également connue sous le nom de Campo de Peñaranda, est une comarque de la province de Salamanque, en Castille-et-León (Espagne). Peñaranda de Bracamonte est sa localité la plus importante.

## Municipalités
La comarque comprend 25 municipalités : Alaraz, Alconada, Aldeaseca de la Frontera, Bóveda del Río Almar, Cantaracillo, El Campo de Peñaranda, Macotera, Malpartida, Mancera de Abajo, Nava de Sotrobal, Paradinas, Peñaranda de Bracamonte, Rágama, Salmoral, Santiago de la Puebla, Tordillos, Ventosa, Villar de Gallimazo et Zorita de la Frontera.